# Australische Badmintonmeisterschaft 1949
Die Australische Badmintonmeisterschaft 1949 fand in Launceston statt. Es war die achte Austragung der Badmintontitelkämpfe von Australien.

## Titelträger
| Disziplin    | Sieger                     |
| ------------ | -------------------------- |
| Herreneinzel | Allan McCabe               |
| Dameneinzel  | Eva Robert                 |
| Herrendoppel | Allan McCabe Arthur McCabe |
| Damendoppel  | Jean Pullen Ethel Peacock  |
| Mixed        | Dick Russell Ethel Peacock |